# 诺姆·乔姆斯基的政治立场

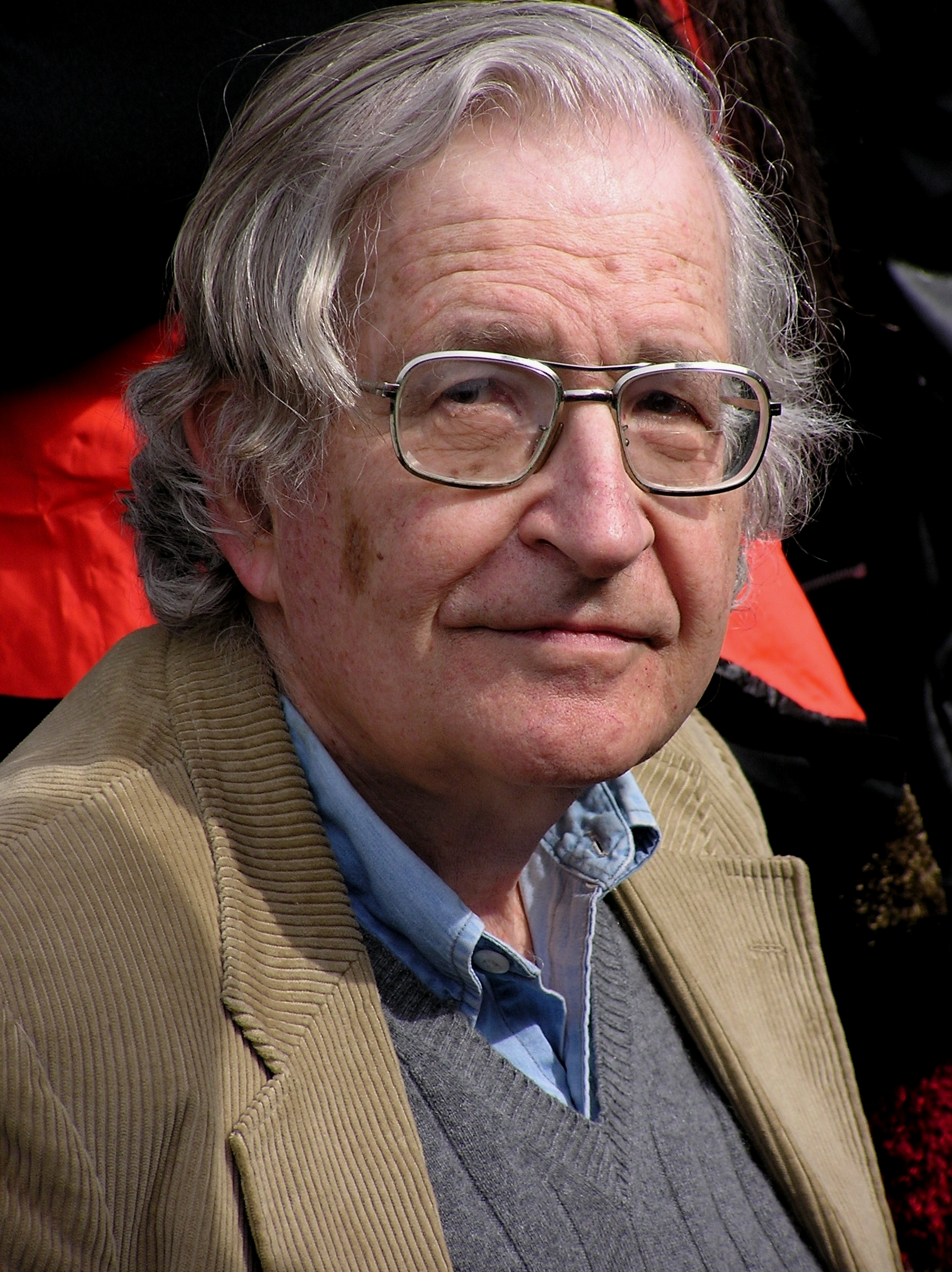
乔姆斯基在溫哥華一场反战集会上露面，摄于2004年

诺姆·乔姆斯基生于1928年12月7日，是美国知识分子、政治活动家、包括美国在内一些国家外交政策的批评者。乔姆斯基以无政府工团主义者和自由意志社会主义者自居，并被广泛认为是美国政治中重要的左派知识分子。

## 政治观点

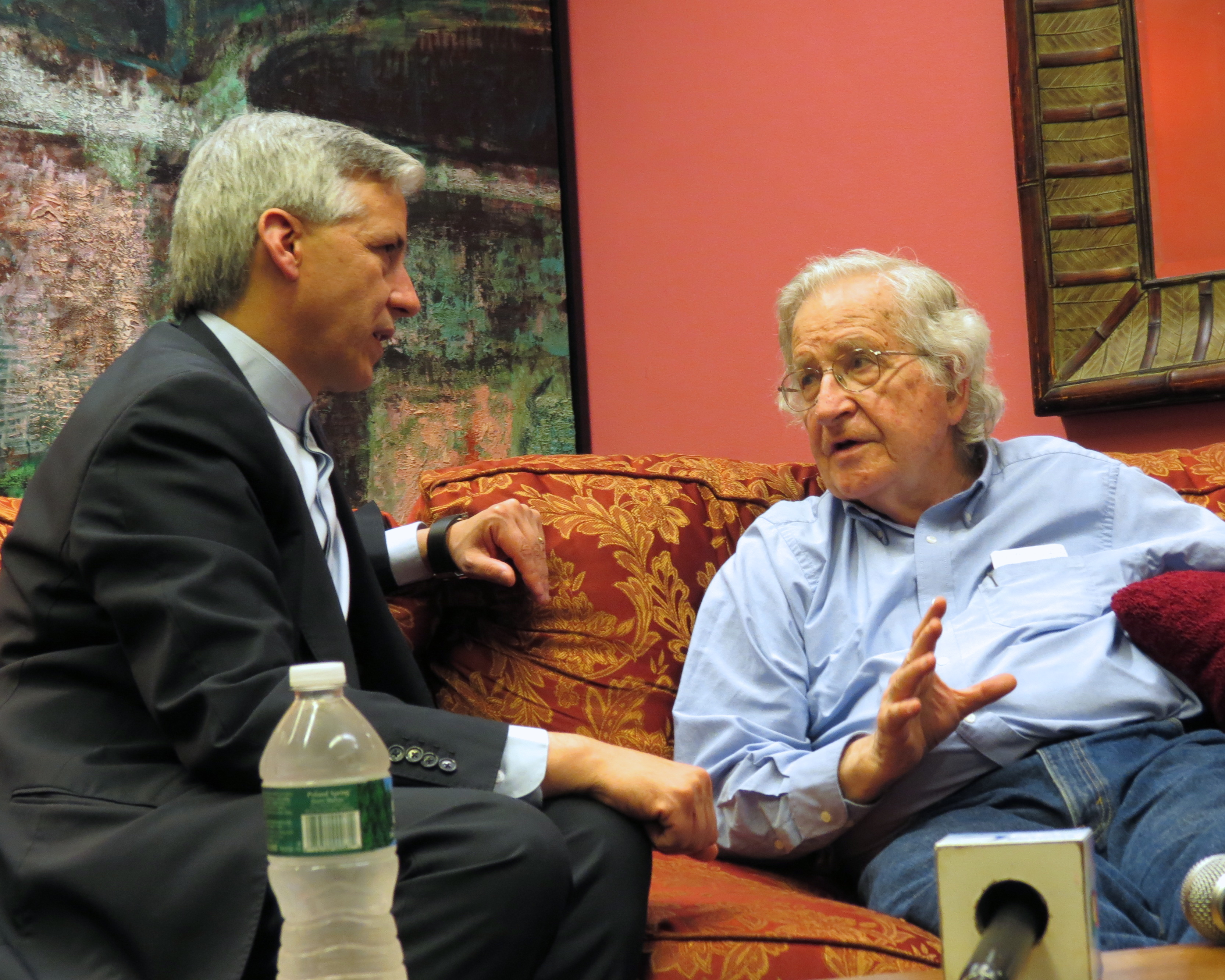
乔姆斯基与玻利维亚副总统阿尔瓦罗·加西亚·利尼拉对谈

乔姆斯基被广泛认为是美国左翼的一位知名知识分子，尽管他个人并不视自己为知识分子。乔姆斯基称自己是无政府主义传统的“同路人”，具体来说是自由意志社会主义者，他将这种思想的理念概括为质疑并试图消灭一切无法自证合理的权威。他曾表示自己支持以劳工为本的无政府主义思潮，无政府工团主义，他本人也是世界产业工人的一名成员。他也表示过支持自由意志社会主义中的参与型经济思想，同样，他也是参与型社会国际组织临时委员会的成员。
乔姆斯基相信，自由意志社会主义的价值观体现了原始的、未经建构的古典自由主义和激进人文主义思想在工业社会下理性和道德方面的延续。
乔姆斯基自称犹太复国主义者，尽管他意识到犹太复国主义在今天已经被很多人认为是反犹太复国主义，他认为这是犹太复国主义自1940年代含义发生变化的结果。
《现代美国哲学家辞典》将乔姆斯基称为“美国外交政策的左派批评者中最有影响的人之一”。

## 对各类意识形态、思想及价值观的看法

### 言论自由
乔姆斯基强烈反对审查制度，强烈支持言論自由，且他主张即便是他个人厌恶的思想和主张也应该享有完全的言论自由。他曾指出：“关于言论自由，基本上只有两种立场，一是你誓死捍卫你厌恶观点的言论自由，并以此保障一切言论自由，二是你拒绝捍卫你所厌恶观点的言论自由，并以此体现出你与斯大林主义和法西斯主义在言论自由的标准上没有区别”。

### 全球化
乔姆斯基长期分析并批评全球化，他认为全球化的过程“换汤不换药”，精英们的动机仍与以前一样：试图将普通民众隔离在重要的决策过程之外，不同点仅在于，现在的权力中心是跨国公司和超国家银行。乔姆斯基认为跨国公司“正在发展自己的统治制度”以反映其全球影响力。
乔姆斯基认为，二战后美国收编國際貨幣基金組織和世界銀行集團是这一体系的明显体现，收编导致这两个组织愈发支持要求发展中国家削减开支、削减福利、进行结构性调整的“华盛顿共识”，国际货币基金组织在进行援助、提供贷款时常以这几项要求为前提条件。乔姆斯基称，世界贸易组织、關稅暨貿易總協定、北美自由贸易协议和多边投资协定等全球机构和协议的构建，构成了破坏民主、确保精英特权的新途径。乔姆斯基认为，这些紧缩和新自由主義的政策确保了较贫穷的国家在与已開發國家贸易中只能处于提供各类服务的位置，如提供廉价的劳动力、原材料和投资机会。同时，这些政策也意味着企业可以以搬迁到较穷的国家为筹码，乔姆斯基认为企业由此掌握了让较富裕国家的工人与他们保持一致的武器。
乔姆斯基对于探讨全球化相关问题时使用的术语同样有异议：首先是“全球化”这个词本身，乔姆斯基认为这个词只是指企业经济的全球一体化，而非指代一切事物的国际化。乔姆斯基同样不喜欢用“反全球化”一词描述他认为的社會正義和环境正义的全球化。乔姆斯基认为人们常说的“自由貿易”是“自由化和保护主义的混合物，由相关政策的主要谋划者设计，主要服务于他们自己的利益，只不过现在恰好反映为此”。乔姆斯基在著作中曾多次提及抵抗全球化的运动，如在〈萨帕塔起义〉中提及萨帕塔民族解放军对北美自由贸易协议的抵抗，他也批评多边投资协定，并提及数起导致其失败的反对运动。乔姆斯基的著作及思想为1999年西雅图反对世界贸易组织的示威提供了理论支持。

### 社会主义和共产主义
乔姆斯基对他所认为美国和其他西方国家实行的“企业国家资本主义”长期进行深刻的批评，他还支持米哈伊尔·巴枯宁的许多无政府主义观点。乔姆斯基在〈苏联对社会主义 （页面存档备份，存于）〉等文章中指出，巴枯宁关于极权主义国家的评论预言了残酷的苏联警察国家，他将苏联共产主义称为另一种形式的“国家资本主义”，他认为任何名副其实的社会主义都需要对生产、资源和公共所有权进行真正的民主控制。由此，他与许多美国人的想法相反，认为苏联的崩溃应该被视为“社会主义的一场小胜”，而非“资本主义的一场小胜”。在苏联解体前，乔姆斯基就谴责称苏联已经沦落成了帝国主义国家：例如，1986年尼加拉瓜中美洲大学的一场演讲上，一位听众质疑他何时能“同时谈谈北美的帝国主义和俄罗斯的帝国主义”，乔姆斯基回答称：“这世上的真相之一：现在有两个超级大国，一个是把靴子放在你脖子上的大国，另一个是把靴子放在别人脖子上的稍弱一点的超级大国。我认为，如果第三世界的任何人在这些问题上抱有幻想，那么就会犯严重的错误”。
不过，越南的社会主义实践给乔姆斯基留下了很深的印象。1970年4月13日，他在河內市的演讲中提到他“钦佩越南人民能够在抵御凶猛攻击的同时向社会主义社会大步迈进”，他还赞扬了北越人在建设一个物质繁荣、社会正义和文化进步的社会方面的努力，并表示支持黎笋的作品。这则演讲次日被河内电台广播。
乔姆斯基在1973年所著的书籍《国家因素》中认为，与使人们成为“工资奴隶”的资本主义制度或由中央委员会作出决定的威权制度相比，没有有偿劳动的社会并非空中楼阁。他认为，一个国家的人民应该自由追求选择工作，人们应该自由地做他们喜欢的事情，而他们自愿选择的工作将既能“养活自己”又能“对社会有用”。社会将在和平的、没有国家或其他类似的威权制度的无政府主义制度下运行。社会上仍存在的不得不做的工作将被公平的分配给所有人。
乔姆斯基始终对苏联持批评态度。在2016年的一次采访中，他曾称毛泽东的革命对大跃进期间“数以千万计、巨大的死亡人数”负有责任；但他也将1949年至1979年期间通过农村卫生发展计划所拯救的1亿人归功于革命。20世纪60年代，乔姆斯基曾提及到他所认为的中国和越南共产主义中的草根元素。1967年12月纽约的一个论坛上，乔姆斯基为回应对中国革命的批评曾称：“我不觉得应该完全否定这场革命。任何一个社会都有值得批判的东西，但就拿中国来说——在现在的这个中国，人们也能发现很多好东西。”乔姆斯基后来补充道：“当然，有很多比中国还要好的例子。但我仍然认为，中国是一个新社会的典例——尤其是因为它的地方一级发生了非常有趣的、积极的事情，比如地方的大量集体化和公社化，是农民有一定程度的理解后所产生的，且确实建立在民众参与的基础之上。”乔姆斯基还补充评价越南称：“虽然村镇和地区一级似乎有着高度的民主参与，但主要的计划仍集中在国家手中。”

### 马克思主义
乔姆斯基对马克思主义中的教条主义倾向以及马克思主义理念本身持批评态度，但仍赞赏马克思在政治思想方面的贡献。与一些无政府主义者不同，乔姆斯基不认为布尔什维克主义是“马克思主义的实践”，不过他仍承认马克思是一个很复杂的人，他的思想既有着潜在的权威主义倾向，也有着后来发展为羅莎·盧森堡、安东尼·潘涅库克等人委员会共产主义的自由意志主义倾向。尽管如此，他仍然自称是一位有着激进马克思主义倾向的无政府主义者。

### 无政府主义
在实践中，乔姆斯基倾向于强调无政府主义批判一切非法权威的倾向。尽管乔姆斯基已经概括了无政府主义社会可能出现的价值体系和制度框架，但他表示不能就一个无政府主义社会具体将如何构建这一点上下结论。乔姆斯基认为，他具体赞成的无政府主义的种类是：
……一种自愿的社会主义，即自由意志社会主义者、无政府工团主义者或是共产无政府主义者的社会主义，比如说巴枯宁或克鲁泡特金笔下的社会主义。他们所构想的是一种高度组织化的社会形式，而且这种社会是在有组织的单位、有组织的社区的基础上组织的——一般来说指的是从工作场所和邻里社区之上组织，在这两个基本单位中，通过联邦制组合出一个高度一体的、国家性乃至世界性的社会。社区的决策依然可以覆盖整个联邦，但所有会议的所有代表都来自于与他们一体的有机社区。
关于政治和经济制度的统治问题，乔姆斯基强调基层民主的重要性。因此，目前英美的代议制民主制度“会被这一派的无政府主义者批评，理由有二。首先是因为国家垄断了权力，其次，也是最关键的，因为代议制民主的影响只限于政治领域，并没有在经济领域造成什么影响。”
乔姆斯基认为无政府主义脱胎于自由主义，并进一步发展了启蒙运动的个人自由和最小政府的理想。因此，他认为自由意志社会主义是自由主义在逻辑上的结论，将自由主义的民主理想延伸到了经济领域，并使无政府主义成为一种内在的社会主义哲学。

### 美国自由意志主义
乔姆斯基称美国的自由意志主义“极端主张完全暴政”、“与自啟蒙時代以来世界上其他地方的自由意志主义极端相反”。

### 福利国家
乔姆斯基不认为支持无政府主义就必须反对“福利國家”的措施，他具体解释称：
当然，一个人当然可以不关心今天的人们所面对的问题，只顾着考虑可能到来的明天。这没问题，但那样就不要假装对人类和他们的命运抱有兴趣，或是和其他有特权的人呆在研讨室或知识分子聚集的咖啡厅里。或者，我们也可以考虑一种更人性化的立场：我想通过今天的工作为更好的明天奋斗——这就是古典无政府主义的立场，当然这些听起来似乎和我们今天探讨的福利国家没什么关系。我谈这些是因为，正是这个立场让今天的人们在这个问题上支持福利国家：支持健康和安全法规、支持国家提供医保、支持为需要的人提供他们所需要的东西等等。这或许不是一个更好社会的充分条件，但它的确是一个必要条件。其他的东西则会被那些在艰苦环境中挣扎努力生存的人们蔑视。

### 反犹太主义
《赫伯》和《丑陋星球》2004年第二期均登载了乔姆斯基接受珍妮弗·布莱尔采访的文字稿，双方谈到了反犹太主义：
布莱尔：让我们暂时先回到反犹太主义的问题上。你曾在著作中表示，你不认为反犹太主义是什么大问题了，或至少在这个国家里不再是什么大问题了，因为它所能利用的制度基本已不复存在，传播的能力也大不如前。你现在仍然这样认为吗？
乔姆斯基：我是在美国反犹太主义盛行的氛围中长大的。我们是一个主要由爱尔兰裔和德裔天主教徒组成的社区中唯一的犹太家庭，那里非常反犹，而且相当亲纳粹。对于一个在街上的小男孩来说，你应该知道这意味着什么。在30年代末，当我父亲第一次买到一辆二手车时，我们一起开车去附近的山区游玩，途中经过了写有“限制”标牌的旅馆，当然这个“限制”的真实意思是“禁止犹太人”。这只是生活中一部分，我在20世纪50年代进入哈佛大学时，学校里凝固着反犹太主义，你甚至感觉到可以用刀切开他。事实上，麻省理工学院是一所伟大的大学的原因之一是，像诺伯特·维纳这样在哈佛根本找不到工作的人——因为它太反犹太了——能够进入麻省理工大学的工程学院任教。这就是反犹太主义。而现在，反犹太主义已经不再是什么大问题了。是，今天哈佛中的确还有种族主义，但现在是反阿拉伯的种族主义，当然，也很极端。哈佛大学的杰出教授写道，巴勒斯坦人是为了把犹太人赶到海里而流血并滋生痛苦的人，而这句话被认为并无太大不妥。如果某个杰出的哈佛大学教授写道，犹太人是为了把巴勒斯坦人赶进沙漠而流血、繁殖并宣传他们的痛苦的人，那么必然会激起愤怒的呼声。当被视为人文主义领袖的犹太知识分子表示，以色列应该让一部分人到人口不足——当然，实际意思是阿拉伯人太多，犹太人不够——的加利利地区定居的时候，没有人会觉得有什么不妥。暴力的反阿拉伯种族主义是如此普遍，以至于我们甚至都没有将其视为什么特殊的东西，这才是我们应该担心的。这种情绪存在于电影院、广告中，几乎无处不在。另一方面，确实还存在着反犹太主义，但已经非常，非常边缘化。

### 死刑
乔姆斯基强烈反对死刑，他曾被问及在《秘密，谎言与民主》一书中对死刑的看法，他具体解释道：
这就是一种犯罪。我在这一点上赞同大赦国际的意见，当然实际上也赞同这世界上多数人的意见：国家无权剥夺任何人的性命。
他也就美国德克萨斯州以及其他州的死刑使用情况进行评论。2011年8月26日，他在德克萨斯州公开反对对史蒂文·伍兹执行死刑。
我认为，无论在什么情况下，死刑都是一种犯罪，在史蒂文·伍兹的案件中更是如此。我强烈反对预定于2011年9月13日执行的死刑。

### 著作权与专利权
乔姆斯基不认同著作權和专利法的存在。对于前者，在2009年的一次采访中，他具体表示：
我们有更好的方法。例如，在一个自由民主的社会中，应该通过民主决策来决定使用他人创作的内容所需要承担的责任，以保证对创造性艺术的充分支持，就像我们对科学的支持一样。如果我们这样做，艺术家就不再需要版权来维持他们行业的生存了。
对于专利，他认为：
如果这种专利制度存在于18或19世纪，甚至即便是只存在于20世纪初，美国和英国就将不会成为富裕的发达国家。因为他们的发展主要是靠我们现在所说的盗版。

## 对各类制度的看法

### 批评美國聯邦政府
根据纽伦堡审判纳粹的法律，二战以来的所有美国总统都可以被送上绞刑架。——诺姆·乔姆斯基（约1990年）
乔姆斯基是美國聯邦政府的公开批评者，他的许多政治著作也基于对美国外交政策的批评。乔姆斯基对于他是美国公民但仍长期批评美国给出的理由是他在尝试通过自己的积极努力改变这个国家。乔姆斯基相信，他的著作在针对本国政府时可以产生更大的影响，而且他作为该国的公民，有责任努力去阻止该国做出的犯罪行为。

### 对美国选举投票策略的看法
自2000年美国总统选举以来，乔姆斯基一直认为，第三党的支持者应该采取这样的策略：“如果是在搖擺州，就把你最不喜欢的投出去。如果在其他州，就投给你最支持的。”当被问及他在2008年选举投给了谁时，他回应道：
我投给了绿党。如果我在摇摆州的话——虽然马萨诸塞州不是摇摆州——我会捏着鼻子投给奥巴马。这种策略只是为了避免更糟糕的结果。我对奥巴马没有任何期望，也没有丝毫幻灭的感觉。事实上，我在初选前就写过关于他的文章。我认为他很糟糕。

#### 对特朗普和拜登的看法
《拦截者》的记者迈赫迪·哈桑于2020年采访了乔姆斯基，并问及“是否有兴趣组织‘决不投拜登运动’”，乔姆斯基回应道：
‘决不投拜登’这种说法，唤起了我的一些历史回忆。在30年代早期的德国，当时遵循斯大林主义路线的共产党认为，除了他们，每个人都是社会法西斯主义者，所以社会民主主义者和纳粹分子之间没有区别。因此，不会加入社会民主党来阻止纳粹瘟疫。我们知道这会导致什么样的后果。还有很多其他类似的案例。我想我们看到的是这一幕的重演。所以，我们仔细考虑一下‘决不投拜登，我不会投票给拜登’这种立场，有一种东西叫算术。你可以对很多东西有争论，但你不能争论算术得出来的东西。在这次选举中，如果不在摇摆州投票给拜登，就等于投票给特朗普，因为少给反对党投一票等同于多给特朗普投一票。所以，如果你想为摧毁地球上有组织的人类生活投票，想为打一场毁灭人类的核战争投票，想为用年轻律师塞满司法部门使得一代人什么也做不了投票的话，并公开大胆地做，最后说‘对，这就是我想要的’，那么就‘决不投拜登’吧。

### 傑瑞米·柯賓及英国工党
2017年5月，2017年英國大選前一个月，乔姆斯基公开表示支持时任工党党魁的傑瑞米·柯賓：“如果我是英国的选民，我会投票给他[傑瑞米·柯賓]”。他还认为，如果主流媒体不对柯賓抱那么大的敌意，他在民调中的表现会更好：“如果他能得到媒体的公平对待——那就会有很大的不同。”